# Mythymima arcuata
Mythymima arcuata là một loài bướm đêm trong họ Noctuidae.